# Radio City Music Hall
Radio City Music Hall és un lloc d'entreteniment situat al 1260 Avenue of the Americas (Midtown Manhattan, Nova York) i que forma part del Rockefeller Center. Té el sobrenom de "Showplace of the Nation". L'edifici va ser dissenyat per Edward Durell Stone i Donald Deskey en un estil d'Art déco. Actualment és la seu de la companyia de dansa de precisó the Rockettes.
El Radio City Music Hall va estar construït en un terreny on, originalment, s'hi havia de construir el Metropolitan Opera House, però a causa del crac del 29, els plans de construcció del teatre d'òpera es va cancel·lar. Va obrir per primera vegada el 27 de desembre de 1932 i, a dia d'avui, encara és el teatre interior més gran. El 28 de març de 1978, l'interior del Radio City Music Hall va ser nomenat un New York City Landmark i el 23 d'abril de 1985 ho va ser nomenat l'exterior de l'edifici.
Durant els anys 70, el Radio City Music Hall, va patir una davallada d'ingressos, fent que el gener de 1978, el teatre estigués en deute. Això va fer que el president del Rockefeller Center, Alton Marshall anunciés que el 12 d'abril de 1978, el Radio City Music Hall tancaria.
El teatre ha sigut lloc de gales de premis com els Emmy, els Tony, els Grammy o els MTV Video Music.